# Jens Ernst Wegener
Jens Ernst Wegener (5. oktober 1781 – 15. oktober 1846) var en dansk skolemand og pædagogisk forfatter. Han var forstander for Jonstrup Seminarium uden for København fra 1819 til 1838. Han var far til maleren Gustav Theodor Wegener.

## Tidlige liv og uddannelse
Wegener blev født i Odense som søn af Casper Frederich Wegener og Maren Jensdatter Staal. Han flyttede senere til København.

## Karriere
Wegener efterfulgte Jacob Saxtorph som forstander for Jonstrup Seminarium i 1819. Han gik på pension i 1838. H.C. Andersen nævner ham i Mit Livs Eventyr.

## Familie
Wegener blev gift med Birgitte Maria Bindesbøll (1797–1856), som var søster til arkitekten Michael Gottlieb Bindesbøll. De fik fire børn: Karen Johanne Juliane Wegener, Gustav Theodor Wegener, Marie Sophie Lovise Lund og Jacobe Henriette Catharina Wegener. Hans datter Johanne (Hanne) var gift med papirhandleren og kunstsamleren Wilhelm Wanscher.